# Cynisca williamsi
Espèce
Statut de conservation UICN

 DD  : Données insuffisantes
Cynisca williamsi est une espèce d'amphisbènes de la famille des Amphisbaenidae.

## Répartition
Cette espèce est endémique du Ghana.

## Description
Cette espèce de lézard est apode.

## Étymologie
Cette espèce est nommée en l'honneur d'Ernest Edward Williams.

## Publication originale
- Gans, 1987 : Studies on amphisbaenians (Reptilia). 7. The small round-headed species (Cynisca) from western Africa. American Museum Novitates, n. 2896, p. 1-84 (texte intégral).